# Swift Velden
Swift Velden is een korfbalvereniging uit Velden. Het beschikt over alléén damesteams en het tenue is helemaal wit met enkel een zwarte kraag. Ook beschikt Swift over vier officiële KNKV-scheidsrechters. Swift won in haar bestaan meerdere Nederlandse titels.

## Geschiedenis
De club is ontstaan op 2 oktober 1950. Op dat moment werd dameskorfbal nog niet landelijk gespeeld.
In 1971 werd de nationale veldcompetitie voor dameskorfbal geïntroduceerd en in 1977 in de zaal.
In 1978 werd de eerste landelijke zaalfinale in het dameskorfbal gespeeld. Swift was de winnaar en hiermee de eerste zaalkampioen dameskorfbal.

## Erelijst
- Nederlands kampioen veldkorfbal, 6x (1980, 1981, 1982, 1998, 2000, 2007)
- Nederlands kampioen zaalkorfbal, 7x (1978, 1979, 1981, 1988, 1995, 1997, 2005)
- Nederlands Bekerkampioen, 1x (2010)